# Cath Carroll
Pour les articles homonymes, voir Carroll.
Cath Carroll, née le 25 août 1960 à Chipping Sodbury (Angleterre), est une musicienne et journaliste musicale britannique.

## Biographie
Elle grandit à Swansea, puis à Manchester. Elle assiste aux concerts des débuts de groupes emblématiques comme Joy Division (lorsqu'il s'appelait encore Warsaw) ou The Fall. En 1979 elle forme le groupe Glass Animals avec son amie Liz Naylor. Le groupe est plus tard rebaptisé The Gay Animals en 1984, avant sa séparation en 1984. Carroll a affirmé que le groupe prétendait être les « Rolling Stones lesbiens », mais que cela « sonnait comme un très mauvais The Fall ». Au cours de la même période elle conçoit le fanzine sarcastique City Fun très apprécié des membres du label Factory Records.
En 1984 elle commence à écrire pour le magazine New Musical Express sous le nom de plume « Myrna Minkoff » et fonde le groupe de rock indépendant Miaow, qui lance son premier single, "Belle Vue", sur son propre label Venus en 1985. Factory Records publiera en 1987 deux autres singles, "When it All Comes Down" et "Break the Code". Vers la même période le groupe enregistre également deux Peel Sessions et participe à la compilation C86. Après plusieurs changements dans la constitution du groupe, Miaow se sépare en 1988 et Carroll rejoint le groupe The Hit Parade .
En juin 1988 elle commence à travailler sur son premier album en solo, England Made Me, dont le nom est tiré d'un roman de Graham Greene. L'album fut enregistré en divers endroits (Sheffield, São Paulo, Londres et Chicago) par Steve Albini. Carroll et Albini enregistrent également une version de la chanson "King Creole" pour une compilation de NME intitulée The Last Temptation of Elvis. En 1990 elle s'installe à Chicago pour rejoindre son futur mari Santiago Durango (ancien guitariste de Big Black et Naked Raygun). La même année sort son premier maxi, Beast, suivi en juin 1991 de England Made Me, sorti chez Factory et dont est extrait le single "Moves Like You",.
Le groupe américain Unrest lui rend hommage en 1993 avec son EP Cath Carroll sorti chez Teenbeat Records, et utilise un portrait de Carroll par Robert Mapplethorpe sur la pochette de son album Perfect Teeth la même année. Les paroles de l'album incluaient par ailleurs de nombreuses allusions à sa vie et à sa carrière.
En 1994 elle sort le single "My Cold Heart", suivi en 1995 de "Bad Star" et de son second album True Crime Motel.
Depuis, elle poursuit ses activités journalistiques, a sorti deux nouveaux albums et fondé le label Lilypad.

## Discographie (incomplète)
- 1985 : Belle Vue (Venus)
- 1986 : C86 (NME, un titre)
- 1987 : When It All Comes Down (Catechism) (Factory)
- 1990 : The Last Temptation of Elvis (Compilation NME, "King Creole", un titre en duo avec Steve Albini)
- 1991 : England Made Me (Factory)
- 1991 : Moves Like You [single] (Factory)
- 1995 : True Crime Motel (Teenbeat)